# Denzel Perryman
(en) Statistiques sur pro-football-reference
Denzel Perryman, né le 5 décembre 1992 à Miami, est un sportif professionnel américain de football américain jouant au poste de linebacker dans la National Football League (NFL) depuis la saison 2015 et pour la franchise des Chargers de Los Angeles depuis la saison 2024.
Auparavant, au niveau universitaire, il a joué pendant quatre saisons dans la NCAA Division I FBS pour les Hurricanes de l'université de Miami avant d'être sélectionné en 48e choix global lors du deuxième tour de la draft 2015 par la franchise des Chargers de San Diego (devenue Chargers de Los Angeles en 2017).
Après avoir signé en mars 2021 avec les Panthers de la Caroline, il est échangé en août de la même année aux Raiders de Las Vegas. Après deux saisons, il rejoint pour un an les Texans de Houston et revient en 2024 aux Chargers,.